# Žhářka
Žhářka (anglicky Firestarter) je hororový román Stephena Kinga z roku 1980 o malé sedmileté holčičce, která v sobě objeví pyrokinetické schopnosti.
Kniha obsadila 8. místo v kategorii „Best SF Novel“ literární ceny Locus za rok 1980.

## Děj
Příběh začíná v dřívější době, kdy rodiče zmiňované, tehdy ještě nenarozené Charlie, chodili na vysokou školu, kde se také poznali a to při vědeckém pokusu. Oba potřebovali peníze a za to, že si nechají píchnout halucinogenní syntetickou drogu P6, bylo studentům nabídnuto 200 dolarů. Andy McGee a jeho budoucí žena Vicky Tomlinsonová se také zúčastnili. Oba tím nabyli zvláštních schopností. U Andyho se objevila schopnost mírné mentální dominance (tzv. přimáčknutí), ale dcera, kterou zplodili, měla velmi silnou schopnost pyrokineze. Právě proto byli sledováni agenty Dílny, (státní organizace spadající pod FBI), kteří se neštítili ani zabít Vicky. Charlie byla nucena použít své schopnosti proti nim, nakonec je ovšem chytili a drželi v laboratořích. Andy se pokusil je odtamtud dostat, povedlo se mu ovšem zachránit jen Charlie, sám byl zabit. Charlie se natolik rozčílí, že katastrofálně spálí a zničí celé sídlo Dílny, kde zemře nemalé množství lidí a vydává se příběh vyprávět do novin, přesně jako to chtěl její otec. V tomto románu vystupuje ještě jedna klíčová osoba, Indián John Rainbird, nájemný zabiják pracující pro Dílnu, vietnamský veterán a blázen, který si získává Charliinu důvěru, aby ji později mohl zabít. Je do ní zamilovaný, proto chce zemřít společně s ní. Ani on ovšem nepřežije ničivou zuřivost Charlie.

## Filmové adaptace
- Roku 1985 vznikla filmová adaptace Ohnivé oči (anglicky Firestarter), režie Mark L. Lester; hrají Drew Barrymoreová, David Keith, Freddie Jones, Heather Locklear, Martin Sheen, George C. Scott, Art Carney, Louise Fletcher, Moses Gunn, Antonio Fargas, Drew Snyder, Robert Miano, Leon Rippy.[2]
- Roku 2002 vznikla televizní adaptace Žhářka 2 (anglicky Firestarter: Rekindled), režie Robert Iscove; hrají Marguerite Moreau, Malcolm McDowell, Dennis Hopper, Danny Nucci, Skye McCole Bartusiak, Deborah Van Valkenburgh, Eric Jacobs, Charles Grueber, Roy Werner, Dan Byrd, Gary Carlos Cervantes.[3]
- Roku 2022 vznikl remake filmové adaptace z roku 1984, film Žhářka (anglicky Firestarter), režie Keith Thomas; hrají Zac Efron, Ryan Kiera Armstrong, Sydney Lemmon, Michael Greyeyes, Gloria Reuben, Kurtwood Smith.